# Black & White 2
Black and White 2 is een computerspel ontwikkeld door Lionhead Studios en uitgegeven door Electronic Arts. Het spel is een mengeling van real-time strategy, stedenbouwsimulatie en levenssimulatie.

## Gameplay

### Besturing
De speler kan alleen met behulp van zijn 'hand', die bestuurd wordt met de muis, inwerken op de wereld. Verder kan hij met behulp van zijn muis of toetsenbord zich voortbewegen en de camera besturen.

### Aard
Naarmate de speler goede of slechte acties onderneemt, verandert zijn aard langzamerhand in goed of kwaad. De aard wordt in procenten aangegeven.
De aard heeft invloed op:
- De hand van de speler
  - Een goede aard betekent een mooie hand in verschillende kleuren
  - Een kwade aard betekent een rode, 'slechte' hand.
- Gebouwen in de stad
  - Een goede aard zorgt voor lichte gebouwen waaraan wijnranken groeien
  - Een kwade aard zorgt voor donkere gebouwen, gedecoreerd met toortsen
- Grond in de stad
  - De grond in je stad is mooi en begroeid met bloemen wanneer de speler van goede aard is
  - De grond in je stad oogt onvruchtbaar en lelijk wanneer de speler van kwade aard is

### Tribuut
Tribuut is het betaalmiddel van de goden. Hiermee kan de speler nieuwe gebouwen, wonderen en opwaarderingen kopen.
De speler kan Tribuut verdienen door opdrachten te voltooien.

### Grondstoffen
Er zijn drie soorten grondstoffen in Black & White 2.
Voedsel kan geoogst worden van velden. Dit wordt gebruikt om dorpelingen, legers en het schepsel te voeden.
Hout wordt verkregen door het kappen van bomen. Het wordt gebruikt in de bouw.
IJzererts wordt verkregen van rotsen of uit mijnen. Het wordt gebruikt in de bouw, maar ook bij de wapenvoorziening van het leger.

### Inwoners
De inwoners van het dorp van de speler zijn van groot belang in het spel. Ze bouwen, aanbidden de god en ze kunnen worden ingezet in het leger.
Inwoners kunnen worden ingezet als discipelen. Dit wil zeggen dat ze de taak die aan hen gegeven wordt zullen vervullen totdat ze weer een ander commando krijgen.
Inwoners kunnen worden ingezet om te bouwen, te oogsten, erts te verzamelen, hout te hakken, te aanbidden, zich voort te planten of om in een fabriek te werken en zo de productie te verhogen.

### Bouw en migratie
Stedenbouw is de goede manier van het spelen van Black & White 2. Door uitbreiding van de stad worden vijandige en neutrale dorpen jaloers op de bewoners van het dorp van de speler. De bewoners van deze vijandige en neutrale dorpen besluiten uiteindelijk om te migreren naar het dorp van de speler.

### Oorlog
Oorlog voeren is de kwade manier om Black & White 2 te spelen. De speler kan een leger opbouwen uit de mannen in zijn stad en kan daarmee andere dorpen overnemen.

### Schepsel
De speler heeft een schepsel: een groot dier met maar één doel: het gehoorzamen van de god, de speler.
In Black & White 2 kan de speler kiezen tussen zes schepsels:
- Aap
- Leeuw
- Wolf
- Koe
- Tijger & Schildpad[1]

Het schepsel heeft verschillende functies. De speler kan zelf selecteren welke rol het schepsel moet vervullen.
- Vrije wil: het schepsel baseert zijn acties op wat de speler hem heeft geleerd.
- Entertainer: hij maakt de inwoners blij door bijvoorbeeld te dansen.
- Bouwvakker: hij helpt bij het bouwen en repareren van gebouwen.
- Verzamelaar: hij verzamelt grondstoffen.
- Soldaat: hij helpt bij het verdedigen van het dorp van de speler en het aanvallen van vijandige dorpen.

Met Tribuut kan de speler deze rollen opwaarderen, zodat het schepsel zijn taken beter kan doen.
De speler kan het schepsel met behulp van een riem besturen. Deze riem past zich aan aan de kleur van de rol die het schepsel vervult.
Om het gedrag van het schepsel te veranderen kan hij beloond en gestraft worden. De speler kan bij bepaalde stellingen, bijvoorbeeld of het schepsel vaak voedsel moet verzamelen of juist helemaal niet, het schepsel instellen om het wel of niet te doen door hem te aaien of te slaan.

### Wonderen
De speler kan als god 'wonderen' verrichten. Er zijn goede en kwade wonderen.
Wonderen kunnen op twee manieren uitgevoerd worden: ze kunnen 'gegooid' worden met één muisklik en ze kunnen 'gestrooid' worden door de muis in te houden.
De god moet zich laten aanbidden bij een altaar om zo mana te verdienen. Mana is nodig om wonderen te verrichten.
- Water
  - Gooien: wanneer het waterwonder 'gegooid' wordt, werkt dit als een soort 'waterbom'. Vuren in het gebied waar dit wonder terechtkomt worden snel geblust en bomen en graanvelden die geraakt worden, zullen snel groeien.
  - Strooien: door het waterwonder te strooien kan je het water beter verdelen. Ook wordt een vijandig leger vertraagd als de grond die ze betreden, nat is.
- Genezen
  - Gooien: alle vriendelijke en vijandige legers, dorpelingen en schepsels in het gebied waar het gegooide geneeswonder neerkomt, worden genezen.
  - Strooien: hetzelfde als het gegooide wonder, maar de speler heeft nu de mogelijkheid om de genezing beter te verdelen.
- Krachtveld
  - Gooien: het gooien van dit wonder zorgt voor een explosie, waarbij alle vijandige legers die geraakt worden, weggeblazen worden. Dit heeft groot effect als de vijandige legers tegen een muur of berg of van een klif geblazen worden.
  - Strooien: de speler creëert een beschermend schild dat kort in stand blijft.
- Vuur
  - Gooien: een vuurbal ontstaat. Waar hij neerkomt explodeert hij en ontvlamt alles in de buurt.
  - Strooien: lava komt neer uit de hand van de speler, waarmee hij wat hij raakt kan ontvlammen. Bovendien kan hij het pad van vijandelijke legers blokkeren.
- Bliksem
  - Gooien: een elektrische 'bal' wordt gegooid, die stralen uitzendt naar alles waar hij langs komt.
  - Strooien: hierbij kan de speler stralen neer laten komen waar hij dat wil.
- Meteoor
  - Gooien: waar dit wonder neerkomt, verschijnt een cirkel waarin vervolgens meteoren neerstorten.
  - Strooien: hetzelfde als het gooien, maar hierbij kan de speler een lijn aanduiden waar meteoren neer zullen storten.

Het water-, genees-, bliksem- en vuurwonder kunnen met Tribuut aan het schepsel worden geleerd.

### Epische wonderen
Ook kan de speler epische wonderen verrichten. De krachten van de gewone wonderen verbleken hierbij.
Om epische wonderen uit te kunnen voeren, moet de speler eerst een wonderhuis kopen met Tribuut, dit wonderhuis vervolgens bouwen en ten slotte moeten de dorpelingen een lange tijd het wonderhuis 'opladen' door aanbidding.
Epische wonderen kunnen op meer plaatsen worden uitgevoerd dan gewone wonderen: epische wonderen kunnen overal uitgevoerd worden behalve binnen de invloed van de vijand.
- Sirene
  - Alle vijandelijke legers binnen het gebied van de Sirene veranderen in vreedzame burgers en sluiten zich bij de speler aan.
  - Tegen de Sirene is geen verweer mogelijk.
- Orkaan
  - De orkaan slingert legers, gebouwen en andere voorwerpen de lucht in.
- Aardbeving
  - Er ontstaan grote kloven die alles en iedereen opslokken.
  - De aardbeving kan worden afgeweerd door het gooien van een krachtveldwonder.
- Vulkaan
  - Een grote vulkaan ontstaat. De aarde rondom wordt bedekt met lava en as.
  - De lava kan worden gestopt met het waterwonder.

## Plot
Ten gevolge van gebeurtenissen in het voorafgaande spel, Black & White, is de speler de laatste god in de wereld. Maar de vrede in Eden wordt verstoord door de Azteken, een oorlogszuchtig volk. Ze vernietigen de civilisatie van de Grieken.
De speler redt de overlevers van de Azteekse aanval. Hij moet de Griekse civilisatie heropbouwen en de Azteken overwinnen. Maar om dit te kunnen bewerkstelligen moet hij eerst de bondgenoten van de Azteken verslaan: de Noren en de Japanners.
De speler kiest, zoals in Black & White, zelf hoe hij speelt: goed of kwaad?

## Uitbreidingspakketten
Er is één uitbreidingspakket voor Black & White 2 op de markt gebracht: Black & White 2: Battle of the Gods.

## Opmerkingen
1. ↑  De tijger en schildpad als schepsel zijn alleen beschikbaar in de speciale editie van Black & White 2 en in het uitbreidingspakket Black & White 2: Battle of the Gods.